# Толла
Толла (фр. Tolla, корс. Todda) — коммуна во Франции, находится в регионе Корсика. Департамент коммуны — Южная Корсика. Входит в состав кантона Бастелика. Округ коммуны — Аяччо.
Код INSEE коммуны — 2A326.

## Население
Население коммуны на 2008 год составляло 126 человек.
| 1962 | 1968 | 1975 | 1982 | 1990 | 1999 | 2008 |
| ---- | ---- | ---- | ---- | ---- | ---- | ---- |
| 297  | 233  | 185  | 115  | 85   | 98   | 126  |

## Экономика

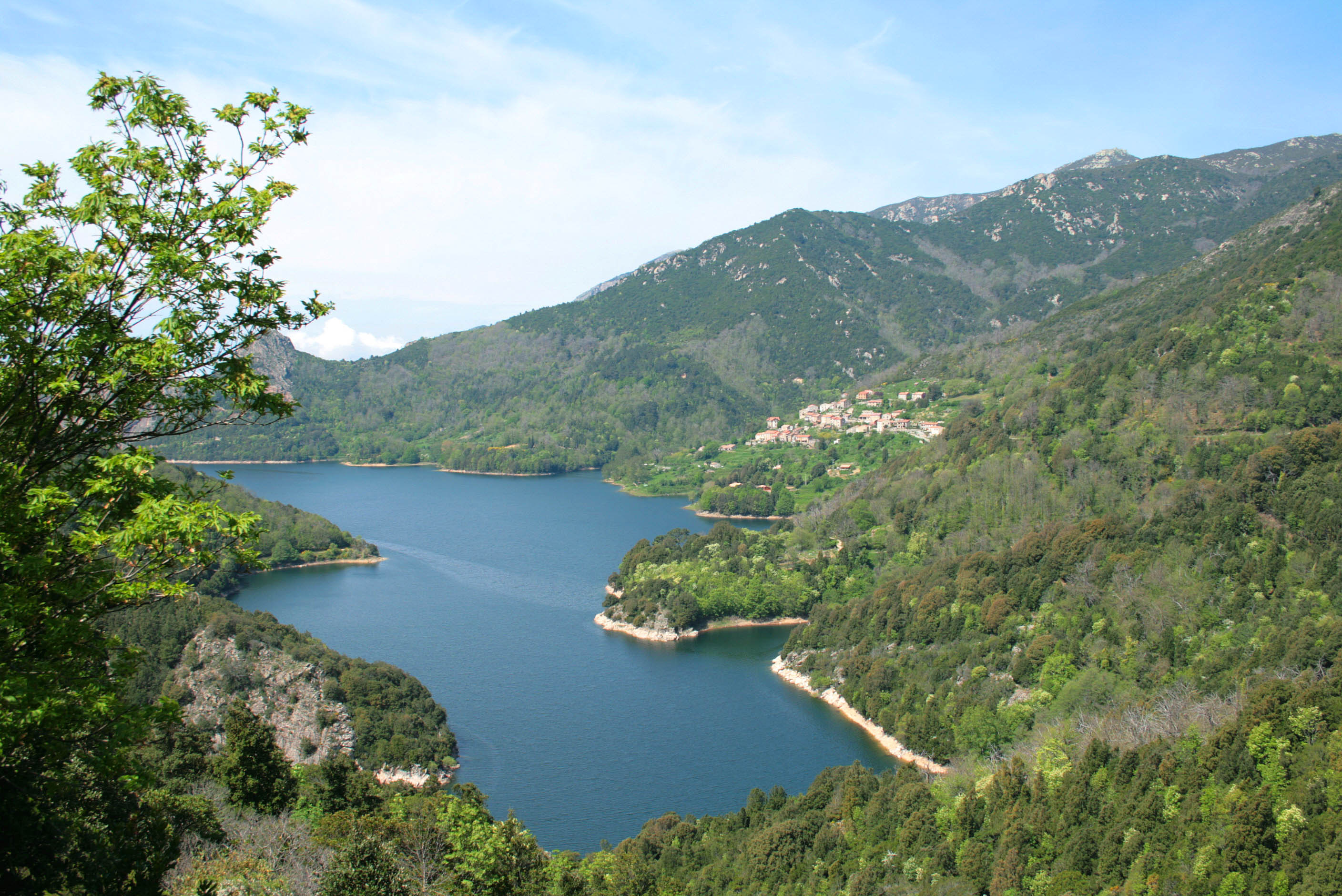
Толла на берегу водохранилища

В 2007 году среди 79 человек в трудоспособном возрасте (15—64 лет) 48 были экономически активными, 31 — неактивными (показатель активности — 60,8 %, в 1999 году было 62,1 %). Из 48 активных работали 39 человек (20 мужчин и 19 женщин), безработных было 9 (6 мужчин и 3 женщины). Среди 31 неактивных 3 человека были учениками или студентами, 15 — пенсионерами, 13 были неактивными по другим причинам.
В 2008 году в коммуне насчитывалось 64 домохозяйства, в которых проживали 126 человек, медиана доходов составляла 15 475 евро на одного человека.